# Francis Trevelyan Buckland
Pour les articles homonymes, voir Trevelyan et Buckland.
Francis Trevelyan Buckland est un zoologiste britannique, né le 17 décembre 1826 à Oxford et mort le 19 décembre 1880 dans cette même ville. Buckland est l’un des initiateurs de la pisciculture moderne.

## Biographie
Il est le fils du géologue et paléontologue William Buckland (1784-1856) et de Mary Buckland née Morland. Il obtient son 
Baccalauréat ès lettres à la Christ College d’Oxford en 1848. Il étudie la chirurgie à l’hôpital St George de Londres de 1848 à 1851. À partir de 1854, il officie comme chirurgien militaire.
De 1867 à 1880, il est inspecteur des élevages piscicoles de saumon. Buckland publie de très nombreux rapports sur les élevages de poissons et de fruits de mer. Il effectue ainsi une mission en France pour étudier les méthodes d'ostréiculture mises au point par Victor Coste. Il fonde la revue Land and Water en 1866.
Il est également l’auteur de Curiosities à Natural History (1857-1872), Fish Hatching (1863), Logbook of a Fisherman and Zoologist (1875), Natural History of British Fishes (1881) et Notes and Jottings from Animal Life (1882).
C'est un farouche adversaire de Charles Darwin (1809-1882).